# Fotbal na Letních olympijských hrách 1912
Fotbalový turnaj na Letních olympijských hrách 1912 byl druhý oficiální fotbalový turnaj na olympijských hrách. Vítězem se stala Velká Británie, která tak obhájila titul z minulého turnaje.

## Předkolo
| 29. června 1912 11:00   |                |                                 |                                                                    |
| Itálie                  | 2 : 3 (prodl.) | Finsko                          | Idrottsplats Traneberg, Stockholm diváci: 600 rozhodčí: Hugo Meisl |
| Bontadini 10' Sardi 25' |                | Öhman 2' Soinio 40' Wiberg 105' | Idrottsplats Traneberg, Stockholm diváci: 600 rozhodčí: Hugo Meisl |

| 29. června 1912 15:00                               |       |           |                                                                         |
| Rakousko                                            | 5 : 1 | Německo   | Idrottsplats Råsunda, Stockholm diváci: 2 000 rozhodčí: Humbert Willing |
| Merz 75', 81' Studnicka 58' Neubauer 62' Cimera 89' |       | Jäger 35' | Idrottsplats Råsunda, Stockholm diváci: 2 000 rozhodčí: Humbert Willing |

| 29. června 1912 19:00       |                |                                       |                                                                         |
| Nizozemsko                  | 4 : 3 (prodl.) | Švédsko                               | Olympijský stadion, Stockholm diváci: 14 000 rozhodčí: George Wagstaffe |
| Bouvy 28', 52' Vos 43', 91' |                | Swensson 3', 80' Börjesson 62' (pen.) | Olympijský stadion, Stockholm diváci: 14 000 rozhodčí: George Wagstaffe |

## Čtvrtfinále
| 30. června 1912 10:00 |       |             |                                                                     |
| Finsko                | 2 : 1 | Rusko       | Idrottsplats Traneberg, Stockholm diváci: 300 rozhodčí: Per Sjoblom |
| Wiberg 30' Öhman 80'  |       | Butusov 72' | Idrottsplats Traneberg, Stockholm diváci: 300 rozhodčí: Per Sjoblom |

| 30. června 1912 13:30                       |       |          |                                                                            |
| Velká Británie                              | 7 : 0 | Maďarsko | Olympijský stadion, Stockholm diváci: 8 000 rozhodčí: Christiaan Groothoff |
| Walden 21', 23', 49', 53', 55' Woodward 45' |       |          | Olympijský stadion, Stockholm diváci: 8 000 rozhodčí: Christiaan Groothoff |

| 30. června 1912 16:30                                           |       |        |                                                                     |
| Dánsko                                                          | 7 : 0 | Norsko | Idrottsplats Råsunda, Stockholm diváci: 700 rozhodčí: Ruben Gelbord |
| Olsen 4', 70', 88' Nielsen 60', 85' Wolfhagen 25' Middelboe 37' |       |        | Idrottsplats Råsunda, Stockholm diváci: 700 rozhodčí: Ruben Gelbord |

| 30. června 1912 19:00         |       |            |                                                                      |
| Nizozemsko                    | 3 : 1 | Rakousko   | Idrottsplats Råsunda, Stockholm diváci: 7 000 rozhodčí: David Philip |
| Bouvy 8' ten Cate 12' Vos 30' |       | Müller 41' | Idrottsplats Råsunda, Stockholm diváci: 7 000 rozhodčí: David Philip |

## Semifinále
| 2. července 1912 15:00                          |       |        |                                                                     |
| Velká Británie                                  | 4 : 0 | Finsko | Olympijský stadion, Stockholm diváci: 4 000 rozhodčí: Ruben Gelbord |
| Holopainen 2' (vl.) Walden 7', 70' Woodward 82' |       |        | Olympijský stadion, Stockholm diváci: 4 000 rozhodčí: Ruben Gelbord |

| 2. července 1912 19:00                  |       |                  |                                                                   |
| Dánsko                                  | 4 : 1 | Nizozemsko       | Olympijský stadion, Stockholm diváci: 6 000 rozhodčí: Ede Herczog |
| Jørgensen 7' Olsen 14', 87' Nielsen 37' |       | Hansen 85' (vl.) | Olympijský stadion, Stockholm diváci: 6 000 rozhodčí: Ede Herczog |

## O 3. místo
| 4. července 1912 15:00                                                              |       |        |                                                                     |
| Nizozemsko                                                                          | 9 : 0 | Finsko | Idrottsplats Råsunda, Stockholm diváci: 1 000 rozhodčí: Per Sjoblom |
| van der Sluis 24', 57' de Groot 28', 86' Vos 29', 43', 46', 74', 78' Olsen 14', 87' |       |        | Idrottsplats Råsunda, Stockholm diváci: 1 000 rozhodčí: Per Sjoblom |

## Finále
| 4. července 1912 19:00              |       |                |                                                                             |
| Velká Británie                      | 4 : 2 | Dánsko         | Olympijský stadion, Stockholm diváci: 25 000 rozhodčí: Christiaan Groothoff |
| Walden 10' Hoare 22', 41' Berry 43' |       | Olsen 27', 81' | Olympijský stadion, Stockholm diváci: 25 000 rozhodčí: Christiaan Groothoff |

## Soutěž útěchy
Týmy, které vypadly v prvních dvou kolech, se utkaly vyřazovacím způsobem o páté místo a cenu věnovanou Švédskou fotbalovou asociací. Účastníků bylo sedm, Maďaři měli v prvním kole volný los.

### První kolo
| 1. července 1912 11:00 |       |        |                                                                      |
| Rakousko               | 1 : 0 | Norsko | Tranebergs Idrottsplats, Stockholm diváci: 200 rozhodčí: Per Sjoblom |
| Grundwald 2'           |       |        | Tranebergs Idrottsplats, Stockholm diváci: 200 rozhodčí: Per Sjoblom |

| 1. července 1912 17:00                                                                               |        |       |                                                             |
| Německo                                                                                              | 16 : 0 | Rusko | Råsunda, Solna diváci: 2 000 rozhodčí: Christiaan Groothoff |
| Fuchs 2', 9', 21', 28', 34' 46', 51', 55', 65', 69' Förderer 6', 27', 53', 66' Burger 30' Oberle 58' |        |       | Råsunda, Solna diváci: 2 000 rozhodčí: Christiaan Groothoff |

| 1. července 1912 19:00 |       |         |                                                        |
| Itálie                 | 1 : 0 | Švédsko | Råsunda, Solna diváci: 2 000 rozhodčí: Humbert Willing |
| Bontadini 15'          |       |         | Råsunda, Solna diváci: 2 000 rozhodčí: Humbert Willing |

### Semifinále
| 3. července 1912 15:00 |       |              |                                                             |
| Maďarsko               | 3 : 1 | Německo      | Råsunda, Solna diváci: 2 000 rozhodčí: Christiaan Groothoff |
| Schlosser 3', 39', 82' |       | Förderer 56' | Råsunda, Solna diváci: 2 000 rozhodčí: Christiaan Groothoff |

| 3. července 1912 19:00                                 |       |             |                                                                       |
| Rakousko                                               | 5 : 1 | Itálie      | Olympijský stadion, Stockholm diváci: 3 500 rozhodčí: Humbert Willing |
| Müller 30' Grundwald 40', 89' Hussak 49' Studnicka 65' |       | Berardo 81' | Olympijský stadion, Stockholm diváci: 3 500 rozhodčí: Humbert Willing |

### Finále
| 5. července 1912 19:00              |       |          |                                                        |
| Maďarsko                            | 3 : 0 | Rakousko | Råsunda, Solna diváci: 5 000 rozhodčí: Humbert Willing |
| Schlosser 23' Pataki 60' Bodnár 76' |       |          | Råsunda, Solna diváci: 5 000 rozhodčí: Humbert Willing |

## Foto

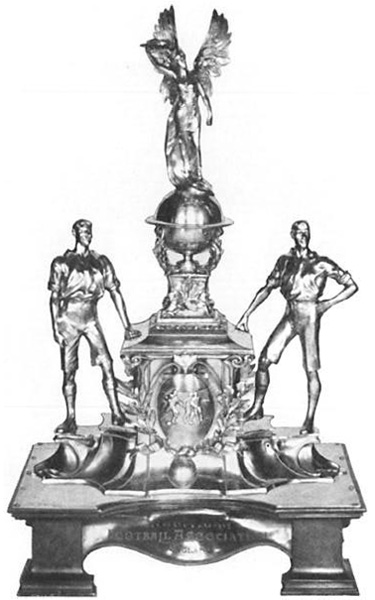
Trofej pro vítěze
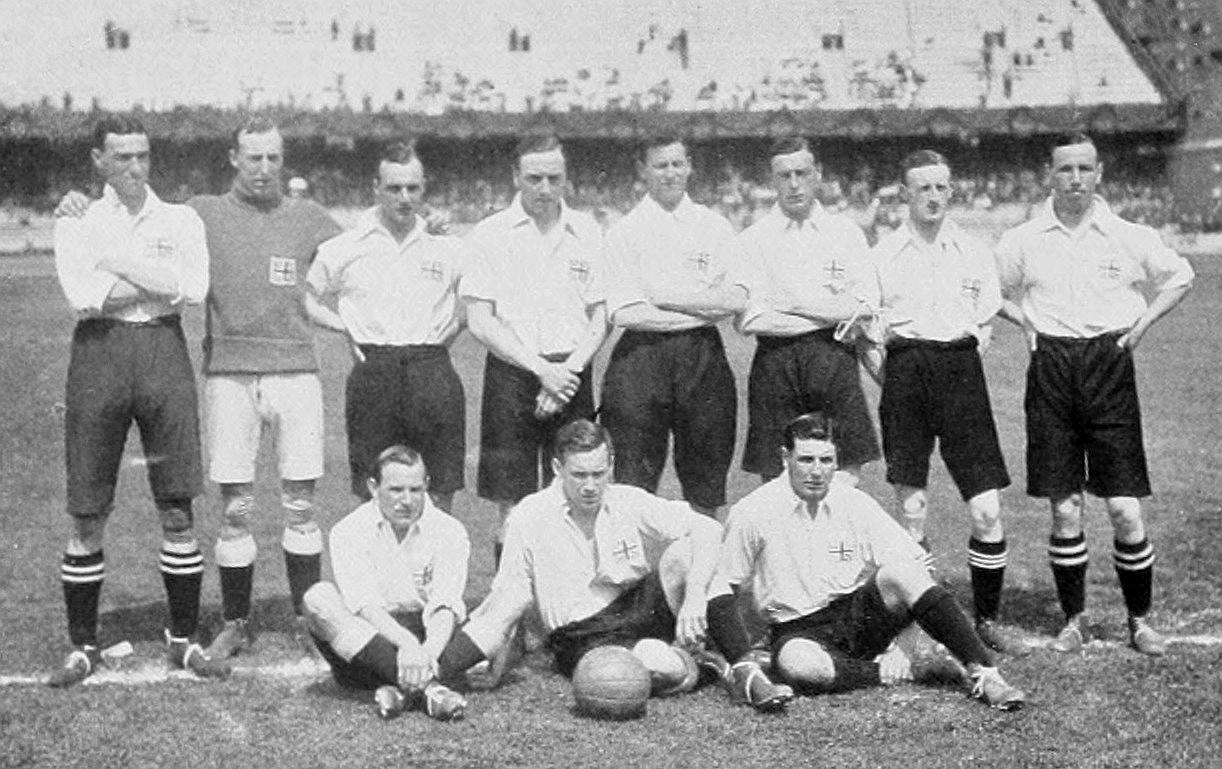
Tým Velké Británie.
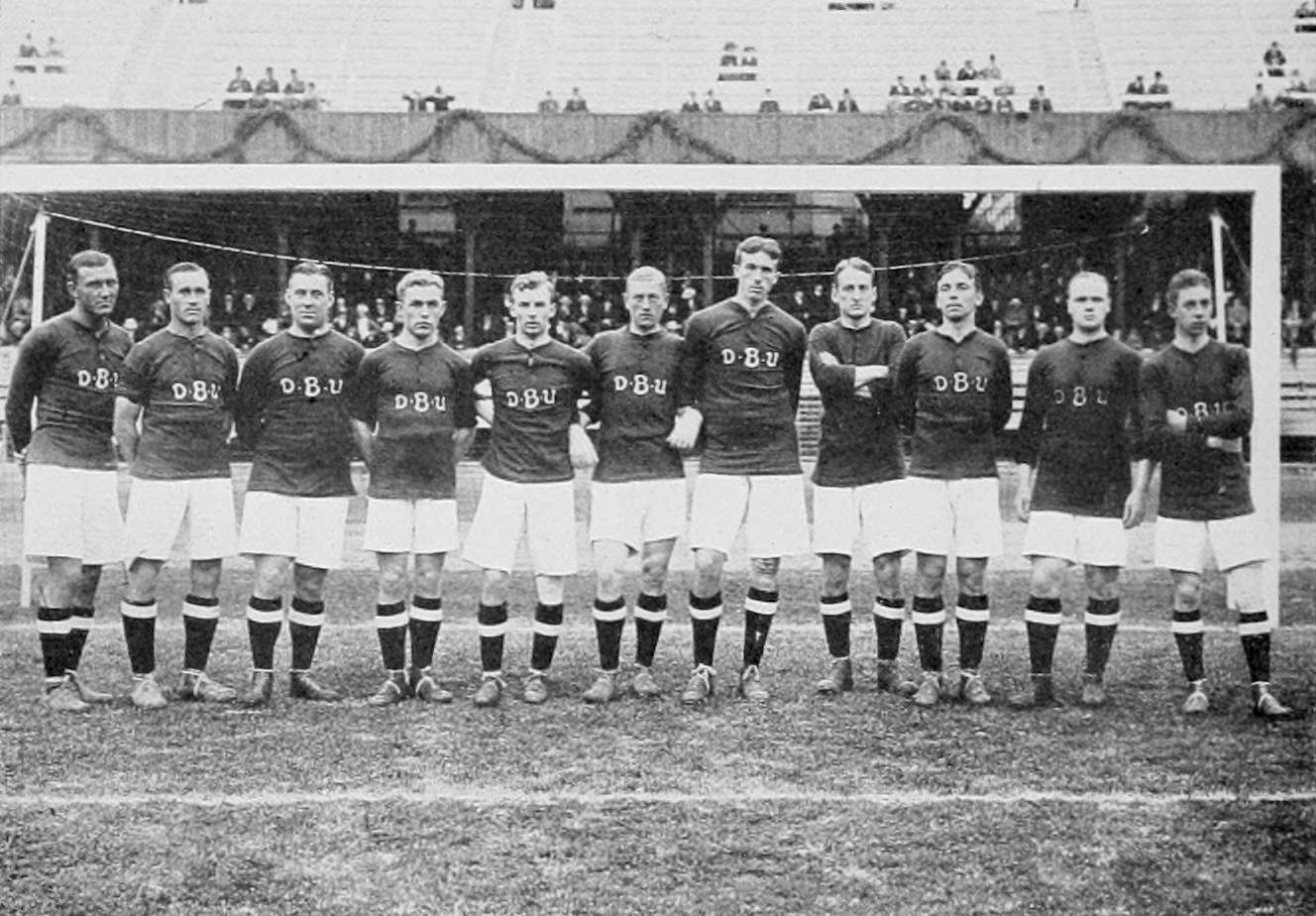
Tým Dánska.
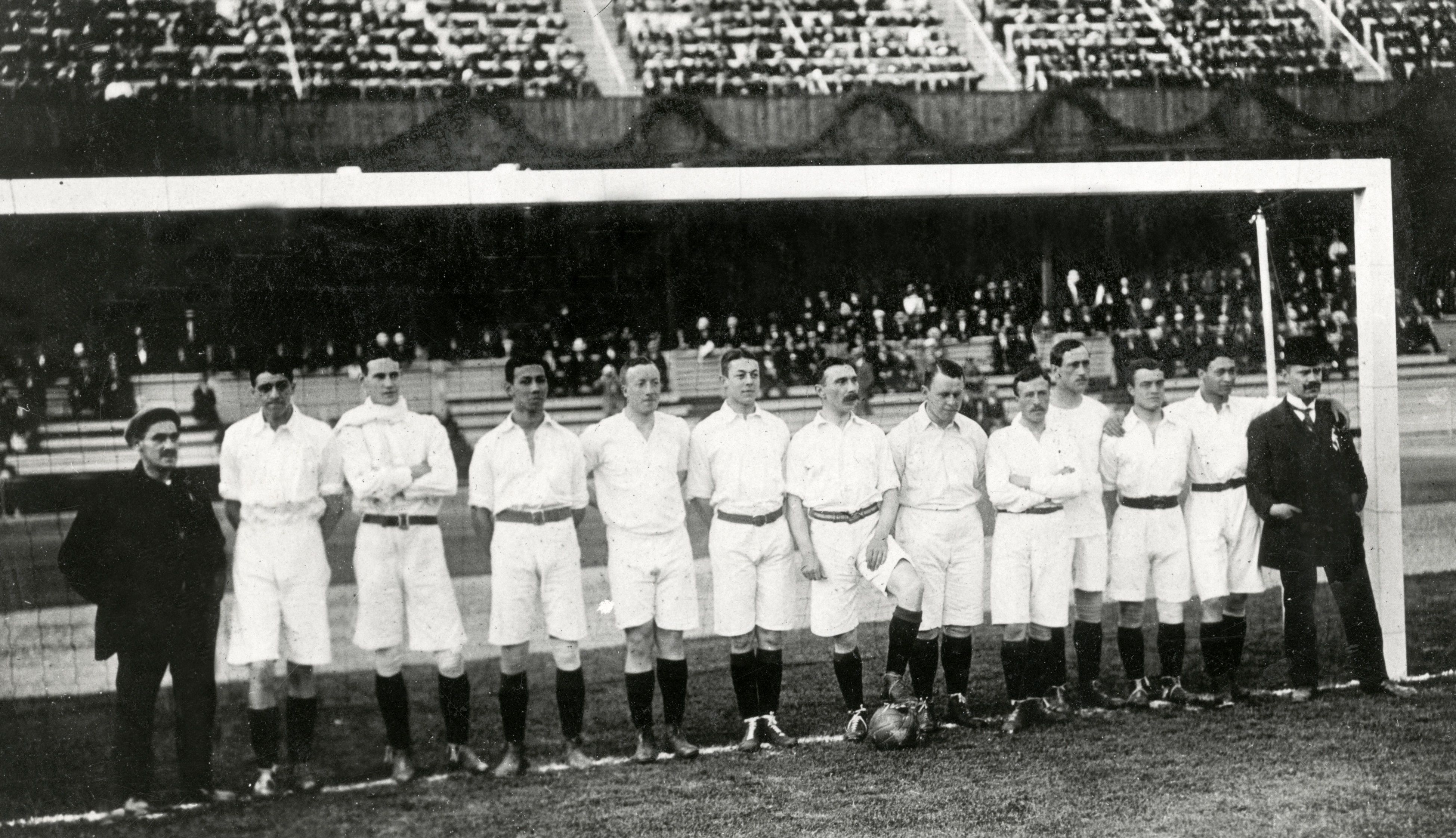
Tým Nizozemska.